# Cistanche hybrida
Cistanche hybrida är en snyltrotsväxtart som först beskrevs av Johan Andreas Murray, och fick sitt nu gällande namn av Günther von Mannagetta und Lërchenau Beck. Cistanche hybrida ingår i släktet Cistanche och familjen snyltrotsväxter. Inga underarter finns listade i Catalogue of Life.